# Bad Nauheim
Bad Nauheim – miasto uzdrowiskowe w Niemczech, w kraju związkowym Hesja, w rejencji Darmstadt, w powiecie Wetterau, u podnóża gór Taunus.

## Historia
Pierwsze osady na terenie obecnego Bad Nauheim pojawiły się ponad 4 tys. lat temu. Tereny te zamieszkiwały plemiona celtyckie. W księgach klasztoru Seligenstadt z roku 900 wpisano osadę Niwiheim. Ta niewielka osada rozkwitła w momencie, kiedy rozpoczęto pozyskiwanie soli z licznych źródeł bogatych w solankę. Pod koniec lat 90. XX wieku w centrum miasta odkryto fragmenty celtyckich instalacji do produkcji soli. Dzięki dużemu zasoleniu doskonale zachowały się drewniane systemy rur i cystern.
W połowie XIX wieku wraz z nowymi trendami w medycynie, zwłaszcza w balneologii, zaczęto wykorzystywać miejscowe źródła do kąpieli zdrowotnych. Dodatkowo odkrycie leczniczego działania dwutlenku węgla zawartego w solankach spowodowało, że Bad Nauheim stopniowo stawało się ulubionym kurortem dla ludzi z chorobami płuc, serca i układu krążenia.
Kluczowym faktem dla rozwoju miasta było to – że w następstwie wojny prusko-austriackiej – ziemie, na których jest ono położone przypadły Wielkiemu Księstwu Hesji i to właśnie dwór książęcy intensywnie, ogromnym nakładem kosztów rozbudowywał kurort. W tym okresie, w roku 1869 Nauheim otrzymało przedrostek „Bad” (pol. zdrój).

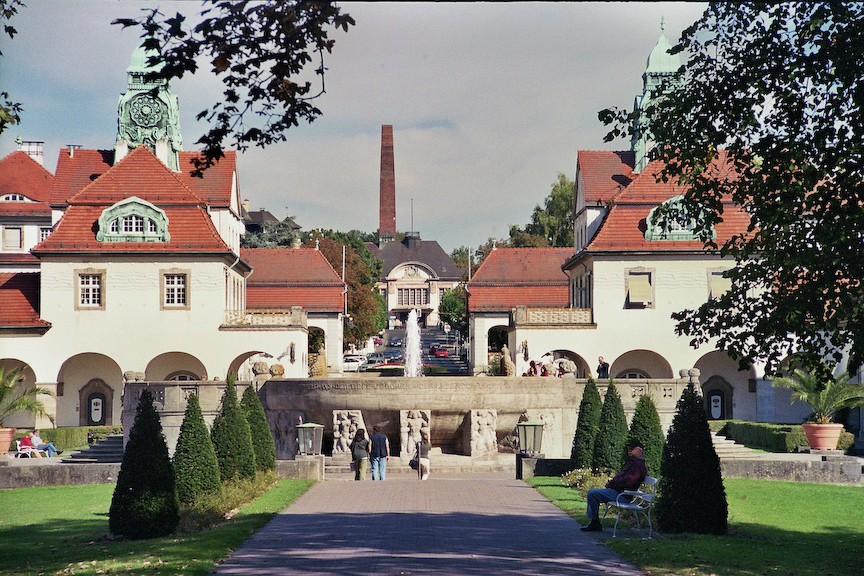
Bad Nauheim Sprudelhof, na drugim planie budynek dworca kolejowego

Opinię ostatniego wielkiego księcia Hesji i Renu Ernsta Ludwiga, wielkiego znawcy sztuki, że gospodarka powinna rozwijać się równolegle ze sztukami pięknymi, skrzętnie wykorzystano przy rozbudowie uzdrowiska.
Pod nadzorem książęcego inspektora budowlanego Wilhelma Josta powstały w latach 1901–1912 secesyjne łaźnie, domy zdrojowe oraz budynki gospodarcze harmonijnie łączące codzienne życie i prace mieszkańców Bad Nauheim ze zdrojową funkcją miasta.
26 września 1911 na Międzynarodowym Kongresie Balneologicznym w Bad Nauheim po raz pierwszy zdefiniowano pojęcie wody mineralnej.

## Budowle
Symbolem Bad Nauheim jest Sprudelhof – kompleks zdrojowy rozbudowany w latach 1905–1912, który zasilany trzema gorącymi źródłami obsługiwał kuracjuszy w 240 łaźniach i pokojach do kąpieli i masaży oraz w luksusowej łaźni książęcej. By usprawnić pracę obsłudze oraz by nie przeszkadzać kuracjuszom wszystkie łaźnie zostały połączone skomplikowaną siecią podziemnych przejść służących do transportu urządzeń i do wywożenia zużytych ręczników i brudnej bielizny do pralni.
Kompleks ten jest jednym z symboli niemieckiej secesji i głównie z tego powodu Bad Nauheim zostało włączone do sieci europejskich miast secesyjnych Réseau Art Nouveau Network.

## Sport
- W mieście znajduje się kryte lodowisko Colonel-Knight-Stadion z widownią na 4,5 tysiąca osób gdzie swoje mecze rozgrywa drużyna hokeja na lodzie EC Bad Nauheim „Rote Teufel”.
- Stadion wielofunkcyjny „Waldsportplatz”, na którym trenowała reprezentacja Arabii Saudyjskiej przed meczami mistrzostw świata w Niemczech[3]. 21 czerwca 2010 Widzew Łódź rozegrał na stadionie mecz towarzyski z FSV Frankfurt[4].
- Kompleks basenów „Usa Wellenbad”.
- Pole golfowe (9 dołków).
- Trawiaste lotnisko należące do aeroklubu „Aeroclub Bad Nauheim e.V.”.
- Zespół ujeżdżalni.

## Osoby związane z Bad Nauheim
- Hermann Goepfert – urodzony w 1926 w Bad Nauheim artysta niemiecki
- Rainer Philipp – urodzony w 1950 w Bad Nauheim reprezentant Niemiec w hokeju na lodzie
- Caroline Link – urodzona w 1964 w Bad Nauheim reżyserka i zdobywczyni Oskara (Nigdzie w Afryce)
- Andreas Maier – urodzony w 1967 w Bad Nauheim pisarz niemiecki
- Pascal F.E.O.S., właściwie Pascal Dardoufas – urodzony w 1968 w Bad Nauheim Disc Jockey i producent muzyczny
- Jessica Wahls – urodzona w 1977 w Bad Nauheim wokalistka girlsbandu No Angels
- Elvis Presley podczas służby wojskowej mieszkał w Bad Nauheim od 1 października 1958 do 2 marca 1960. Początkowo mieszkał w hotelu Villa Grunewald, a ostatni rok w wynajętym domu przy ulicy Goethestr. W Bad Nauheim jest plac jego imienia oraz pomnik upamiętniający jego pobyt.
- Franklin Delano Roosevelt – późniejszy 32. prezydent USA, część dzieciństwa spędził w Europie, z czego w latach 1891–1896 często towarzyszył rodzicom podczas ich kuracji w Bad Nauheim. Podczas pierwszego pobytu, przez około sześć tygodni, uczęszczał do tutejszej szkoły[5].
- James Peace – szkocki kompozytor, podczas służby wojskowej mieszkał w Bad Nauheim od 27 września 1991 do 7 lipca 2009.

## Polonika
- Polscy kuracjusze ufundowali w roku 1907 ołtarz boczny dla kościoła św. Bonifacego, którego głównymi postaciami są św. Antoni oraz św. Kazimierz i św. Stanisław. Na ołtarzu tym znajduje się również obraz Matki Boskiej Częstochowskiej, polskie godło oraz inskrypcja „ex voto Polonorum”[6][7].

- Ludwik Zamenhof, twórca języka esperanto mieszkał jesienią roku 1906 w willi przy Lessingstraße. Na budynku umieszczona jest tablica upamiętniająca jego pobyt.

- Maria Konopnicka w latach 1897–1907 wielokrotnie przyjeżdżała do Bad Nauheim na odpoczynek i kurację[8].

- Alfred Biedermann zmarł w Bad Nauheim 29 sierpnia 1936 (pochowamy, po kremacji, na cmentarzu ewangelickim w Łodzi, jeden z najpoważniejszych łódzkich fabrykantów, współtwórca miejskiej i podmiejskiej komunikacji w Łodzi, długoletni prezes zarządu Towarzystwa „Saturn” w Czeladzi).

## Współpraca
Miejscowości partnerskie:
- Bad Langensalza, Turyngia
- Buxton, Wielka Brytania
- Chaumont, Francja
- Oostkamp, Belgia